# Hermanos Falcó
Hermanos Falcó, también conocido como Las Quinientas, es un barrio de la ciudad española de Albacete situado al sureste de la capital. Con una población de 1192 habitantes (2012), está presidido por tres torres blancas de gran altura ubicadas en los vértices. El norte del barrio está formado por bloques de viviendas, mientras que en el sur se localizan viviendas adosadas.

## Urbanismo
El barrio tiene una forma rectangular alargada y ocupa una superficie de 45 000 m². Está presidido por tres torres blancas de gran altura situadas en tres de sus vértices. La mitad norte del barrio está formado por bloques de viviendas de cuatro plantas, además de las tres torres blancas gemelas de 12 plantas, habitadas por una clase media-baja, mientras que en la mitad sur se localizan viviendas adosadas, con una población de clase media-alta. El margen derecho del barrio cuenta con un paseo, amplias zonas verdes y carril-bici. En el margen izquierdo central del barrio se ubica la iglesia de Santo Domingo de Guzmán, blanca como las torres simbólicas del barrio.

## Toponimia
El barrio lleva el nombre de los hermanos Falcó, familia a la que pertenecieron los terrenos en los que se construyeron Las Quinientas. En concreto, los terrenos fueron propiedad de la concejal franquista Carmen Falcó, cuyos hermanos fueron fusilados en la guerra civil. Además de llevar el nombre del barrio, una calle del mismo lleva también el nombre de Hermanos Falcó.

## Geografía
El barrio está situado al sureste de Albacete, entre la carretera de Murcia al este, la avenida de La Mancha al sur, la calle Literatura al oeste y la calle Hellín (Circunvalación) al norte. Linda con los barrios Medicina al este y Hospital al norte. Forma parte del distrito C de Albacete junto con los barrios Universidad, Hospital y Carretas.

## Historia

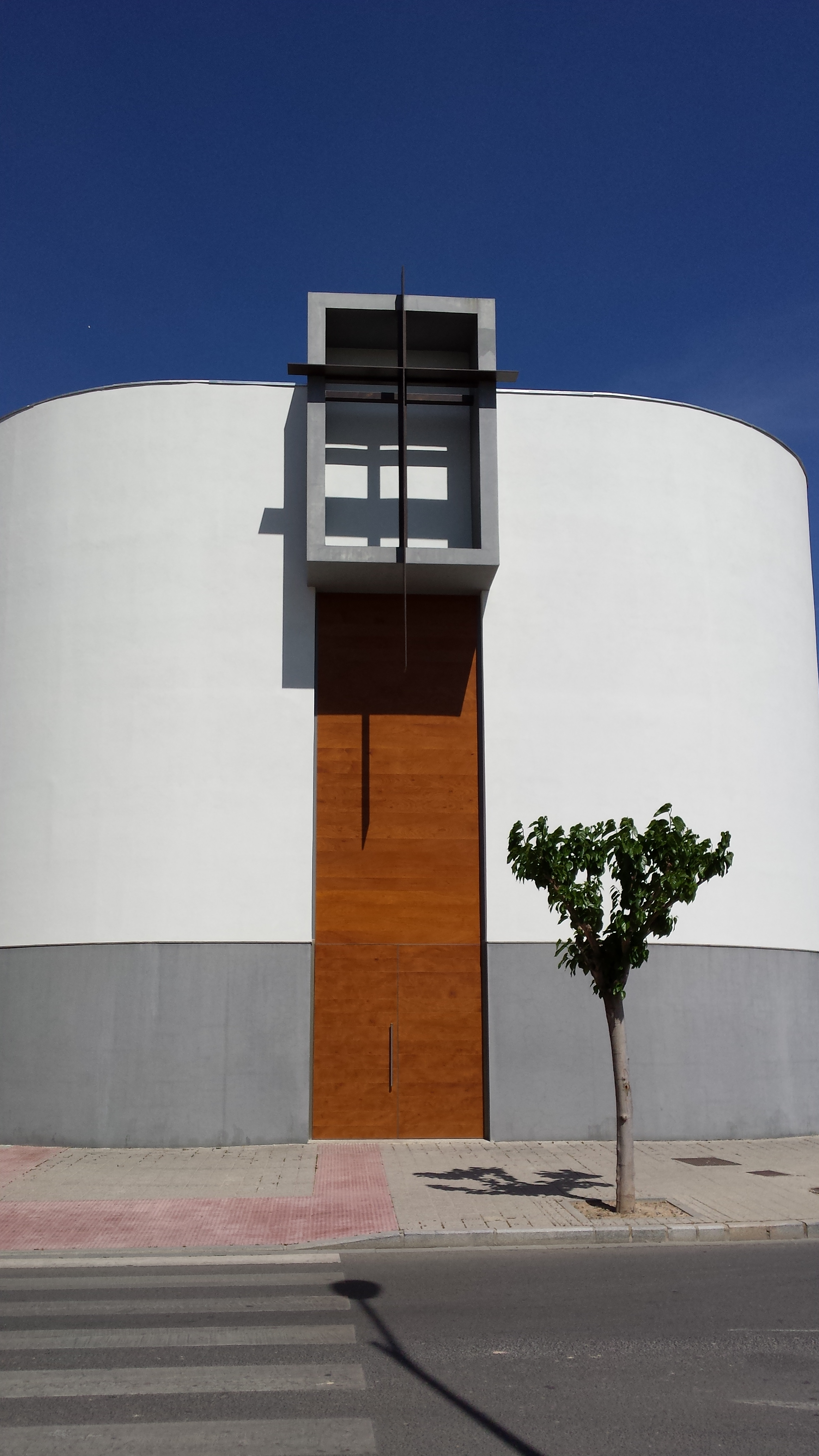
Iglesia de Santo Domingo de Guzmán

El actual barrio Hermanos Falcó fue proyectado en 1962 por los arquitectos Adolfo Gil y Alfonso Crespo. El proyecto inicial incluía la construcción de más de 1200 viviendas en dos fases. Sin embargo, únicamente se construyó la primera fase, con un total de 539 viviendas, por la que se conoció como Las Quinientas. Las obras se iniciaron en 1969 y finalizaron en 1974, momento en el que llegaron los primeros vecinos al barrio.

## Demografía
Hermanos Falcó tiene 1192 habitantes (2012). Es un barrio envejecido. La población infantil se sitúa en el 13,86 %. El 11,2 % de los habitantes del barrio viven solos. El nivel de estudios del barrio es muy inferior a la media de Albacete. La economía y el trabajo en el barrio es superior a la media de Albacete en su conjunto.

## Servicios
El barrio dispone de un centro sociocultural. En el plano educativo cuenta con el Colegio Público Antonio Machado y la Escuela Infantil Municipal Hermanos Falcó. En clave religiosa alberga la iglesia de Santo Domingo de Guzmán.

## Fiestas
Las fiestas oficiales del barrio se celebran anualmente a mediados de julio.

## Transporte
En autobús urbano, el barrio queda conectado mediante las siguientes líneas:
| Línea | Trayecto | Recorrido                                                         | Frecuencia                                         |
| ----- | --- | ----------------------------------------------------------------- | -------------------------------------------------- |
|       | Campus UCLM - Barrio de Vereda | Recorrido Archivado el 1 de noviembre de 2014 en Wayback Machine. | 12-18 minutos                                      |
|       | Campus UCLM - Hospital Perpetuo Socorro | Recorrido Archivado el 22 de febrero de 2014 en Wayback Machine.  | 12-18 minutos                                      |
|       | Estación de Ferrocarril - Estación de Autobuses - Hospital General Universitario - Hospital Universitario Ntra. Señora del Perpetuo Socorro | Recorrido Archivado el 22 de febrero de 2014 en Wayback Machine.  | 15-22 minutos                                      |
|       | Ciudad - Parque Empresarial Campollano | Recorrido Archivado el 17 de abril de 2014 en Wayback Machine.    | Salidas 7:20, 8:20, 14:40, 15:20 (desde la ciudad) |